# Дискография альбомов Лила Уэйна
В данной статье представлена дискография альбомов американского рэпера Лила Уэйна.
Дискография американского рэпера Лил Уэйна состоит из одиннадцати студийных альбомов, один альбом ремиксов, двух мини-альбомов, двадцати микстейпов, сто девяносто два сингла, тринадцати рекламных синглов и сто тридцати шести музыкальных клипов.

## Студийные альбомы
| Год  | Альбом                                                                                             | Позиция в чартах | Позиция в чартах | Позиция в чартах | Позиция в чартах | Позиция в чартах | Позиция в чартах | Позиция в чартах | Позиция в чартах | Позиция в чартах | Позиция в чартах | Продажи                           | Сертификаты                                              |
| Год  | Альбом                                                                                             | US               | US R&B           | US Rap           | AUS              | CAN              | FRA              | IRL              | NZ               | SWI              | UK               | Продажи                           | Сертификаты                                              |
| ---- | -------------------------------------------------------------------------------------------------- | ---------------- | ---------------- | ---------------- | ---------------- | ---------------- | ---------------- | ---------------- | ---------------- | ---------------- | ---------------- | --------------------------------- | -------------------------------------------------------- |
| 1999 | Tha Block Is Hot - Дата выпуска: 2 ноября 1999 - Лейбл: Cash Money, Universal                      | 3                | 1                | —                | —                | —                | —                | —                | —                | —                | —                | - США: 1,402,000                  | - RIAA: Платиновый                                       |
| 2000 | Lights Out - Дата выпуска: 19 декабря 2000 - Лейбл: Cash Money, Universal                          | 16               | 2                | —                | —                | —                | —                | —                | —                | —                | —                |                                   | - RIAA: Золотой                                          |
| 2002 | 500 Degreez - Дата выпуска: 23 июля 2002 - Лейбл: Cash Money, Universal                            | 6                | 1                | —                | —                | —                | —                | —                | —                | —                | —                |                                   | - RIAA: Золотой                                          |
| 2004 | Tha Carter - Дата выпуска: 29 июня 2004 - Лейбл: Cash Money, Universal                             | 5                | 2                | 1                | —                | —                | —                | —                | —                | —                | —                | - США: 878,000                    | - RIAA: Золотой                                          |
| 2005 | Tha Carter II - Дата выпуска: 6 декабря 2005 - Лейбл: Cash Money, Universal                        | 2                | 1                | 1                | —                | 26               | —                | —                | —                | —                | —                | - США: 1,400,000                  | - RIAA: Платиновый                                       |
| 2008 | Tha Carter III - Дата выпуска: 10 июня 2008 - Лейбл: Cash Money, Universal                         | 1                | 1                | 1                | 47               | 1                | 25               | 34               | 10               | 17               | 23               | - США: 3,800,000                  | - RIAA: 3× Платиновый - BPI: Золотой - MC: 2× Платиновый |
| 2010 | Rebirth - Дата выпуска: 2 февраля 2010 - Лейбл: Young Money, Universal Motown                      | 2                | 1                | 1                | 51               | 5                | 86               | 45               | 33               | 15               | 24               | - США: 778,000                    | - RIAA: Золотой                                          |
| 2010 | I Am Not a Human Being - Дата выпуска: 27 сентября 2010 - Лейбл: Young Money, Universal Motown     | 1                | 1                | 1                | 60               | 4                | 167              | 84               | —                | 46               | 56               | - США: 953,000                    | - RIAA: Золотой                                          |
| 2011 | Tha Carter IV - Дата выпуска: 29 августа 2011 - Лейбл: Young Money, Universal Motown               | 1                | 1                | 1                | 9                | 1                | 14               | 19               | 8                | 9                | 8                | - США: 2,296,000 - Мир: 3,500,000 | - RIAA: 2x Платиновый - BPI: Серебряный                  |
| 2013 | I Am Not a Human Being II - Дата выпуска: 26 марта 2013 - Лейбл: Young Money, Cash Money, Republic | 2                | 2                | 1                | 43               | 5                | 24               | 85               | —                | 35               | 29               | - США: 529,000                    | - RIAA: Золотой - MC: Золотой                            |
| 2015 | Free Weezy Album - Дата выпуска: 4 июля 2015 - Лейбл: Young Money, Republic                        | —                | —                | —                | —                | —                | —                | —                | —                | —                | —                |                                   |                                                          |
| 2018 | Tha Carter V - Релиз: 28 сентября 2018 - Лейбл: Young Money, Republic, Universal                   | 1                | 1                | 1                | 6                | 1                | —                | 5                | 3                | 12               | 5                | - США: 141,000                    |                                                          |

## Совместные альбомы
| Год  | Альбом | Позиция в чартах | Позиция в чартах | Позиция в чартах | Сертификаты     |
| Год  | Альбом | US               | US R&B           | US Rap           | Сертификаты     |
| ---- | --- | ---------------- | ---------------- | ---------------- | --------------- |
| 2006 | Like Father, Like Son (совместно с Birdman) - Дата выпуска: 31 октября 2006 - Лейбл: Cash Money, Universal                        | 3                | 1                | 1                | - RIAA: Золотой |
| 2009 | We Are Young Money (совместно с Young Money) - Дата выпуска: 21 декабря 2009 - Лейбл: Young Money, Cash Money, Universal Republic | 9                | 3                | 1                |                 |
| 2013 | Rich Gang (совместно с Rich Gang) - Дата выпуска: 23 июля 2013 - Лейбл: Young Money, Cash Money, Republic                         | 9                | 2                | 2                |                 |
| 2014 | Young Money: Rise of an Empire (совместно с Young Money) - Дата выпуска: 11 марта 2014 - Лейбл: Young Money, Cash Money, Republic | 7                | 4                | 2                |                 |

## EP
| Название         | Детали                                       |
| ---------------- | -------------------------------------------- |
| The Leak         | - Релиз: 25 декабря 2007 - Лейбл: Cash Money |
| In Tune We Trust | - Released: 5 июля 2017 - Лейбл: Young Money |

## Микстейпы
| Год  | Альбом                                                                                              | Позиция в чартах | Позиция в чартах | Позиция в чартах | Позиция в чартах |
| Год  | Альбом                                                                                              | US               | US R&B           | US Rap           | US Ind           |
| ---- | --------------------------------------------------------------------------------------------------- | ---------------- | ---------------- | ---------------- | ---------------- |
| 2002 | SQ1 (совместно с The Sqad)                                                                          | —                | —                | —                | —                |
| 2002 | SQ2 (совместно с The Sqad)                                                                          | —                | —                | —                | —                |
| 2002 | SQ3 (совместно с The Sqad)                                                                          | —                | —                | —                | —                |
| 2002 | SQ4 (совместно с The Sqad)                                                                          | —                | —                | —                | —                |
| 2003 | SQ5 (совместно с The Sqad)                                                                          | —                | —                | —                | —                |
| 2003 | SQ6 (совместно с The Sqad)                                                                          | —                | —                | —                | —                |
| 2003 | SQ7 — 10,000 Bars (совместно с The Sqad)                                                            | —                | —                | —                | —                |
| 2003 | Da Drought - Лейбл: Cash Money                                                                      | —                | —                | —                | —                |
| 2004 | Da Drought 2 - Лейбл: Cash Money                                                                    | —                | —                | —                | —                |
| 2004 | The Prefix - Лейбл: Cash Money                                                                      | —                | —                | —                | —                |
| 2004 | The Suffix (совместно с DJ Khaled) - Лейбл: Cash Money                                              | —                | —                | —                | —                |
| 2004 | Dedication (совместно с DJ Drama) - Дата выпуска: 17 апреля 2006 - Лейбл: On the Low                | —                | 93               | —                | —                |
| 2006 | Dedication 2 (совместно с DJ Drama) - Дата выпуска: 4 сентября 2006 - Лейбл: BCD                    | —                | 69               | —                | 30               |
| 2006 | Blow (совместно с Джуэлзом Сантаной) - Дата выпуска: 2006 - Лейбл: BCD                              | —                | —                | —                | —                |
| 2007 | Da Drought 3 - Дата выпуска: 2007 - Лейбл: Young Money Entertainment                                | —                | —                | —                | —                |
| 2008 | Dedication 3 (совместно с DJ Drama) - Дата выпуска: 16 декабря 2008 - Лейбл: Aphilliates            | 111              | 28               | 9                | 12               |
| 2009 | No Ceilings - Дата выпуска: 31 октября 2009 - Лейбл: Young Money, Cash Money                        | —                | —                | —                | —                |
| 2011 | Sorry 4 the Wait - Дата выпуска: 13 июля 2011 - Лейбл: Young Money, Cash Money                      | —                | —                | —                | —                |
| 2012 | Dedication 4 (совместно DJ Drama) - Дата выпуска: 3 сентября 2012 - Лейбл: Young Money, Aphilliates | —                | —                | —                | —                |
| 2013 | Dedication 5 (совместно DJ Drama) - Дата выпуска: 1 сентября 2013 - Лейбл: Young Money              | —                | —                | —                | —                |
| 2015 | Sorry 4 the Wait 2 - Дата выпуска: 20 января 2015 - Лейбл: Young Money                              | —                | —                | —                | —                |
| 2015 | No Ceilings 2 - Дата выпуска: 26 ноября 2015 - Лейбл: Young Money                                   | —                | —                | —                | —                |